# Леонхардт, Каролин
Каролин Леонхардт (нем. Carolin Leonhardt; 22 ноября 1984, Лампертхайм) — немецкая гребчиха-байдарочница, выступала за сборную Германии в середине 2000-х — начале 2010-х годов. Чемпионка летних Олимпийских игр в Афинах, шестикратная чемпионка мира, семикратная чемпионка Европы, победительница многих регат национального и международного значения.

## Биография
Каролин Леонхардт родилась 22 ноября 1984 года в городе Лампертхайме. Активно заниматься греблей на байдарке начала в возрасте десяти лет, проходила подготовку в спортивном клубе «Мангейм-Зандхофен» в Мангейме. Впервые заявила о себе в семнадцать лет, став чемпионкой мира среди юниорок.
Первого серьёзного успеха на взрослом международном уровне добилась в 2004 году, когда попала в основной состав немецкой национальной сборной и побывала на чемпионате Европы в польской Познани, откуда привезла награды бронзового и серебряного достоинства, выигранные в зачёте двухместных байдарок на дистанциях 200 и 500 метров соответственно. Благодаря череде удачных выступлений удостоилась права защищать честь страны на летних Олимпийских играх в Афинах — в составе байдарки-четвёрки, куда также вошли гребчихи Биргит Фишер, Катрин Вагнер и Майке Ноллен, завоевала золотую медаль, победив всех своих соперниц. Кроме того, в двойках с Фишер получила серебряную медаль, уступив в финале лишь венгерскому экипажу Каталин Ковач и Наташи Янич.
В 2005 году Леонхардт стала двукратной чемпионкой Европы и съездила на чемпионат мира в хорватский Загреб, где выиграла золотые медали в четвёрках на двухстах и пятистах метрах, а также бронзовую в четвёрках на тысяче метрах. Год спустя на мировом первенстве в венгерском Сегеде взяла в тех же дисциплинах серебряные медали, ещё через год на домашнем первенстве мира в Дуйсбурге одержала победу в обоих своих дисциплинах, в гонках байдарок-четвёрок на дистанциях 200 и 500 метров. Будучи в числе лидеров гребной команды Германии, благополучно прошла квалификацию на Олимпийские игры 2008 года в Пекине, однако незадолго до начала соревнований серьёзно заболела и по решению командного врача вынуждена была покинуть расположение олимпийской деревни. В итоге на Играх её заменила Конни Васмут, ставшая здесь чемпионкой.

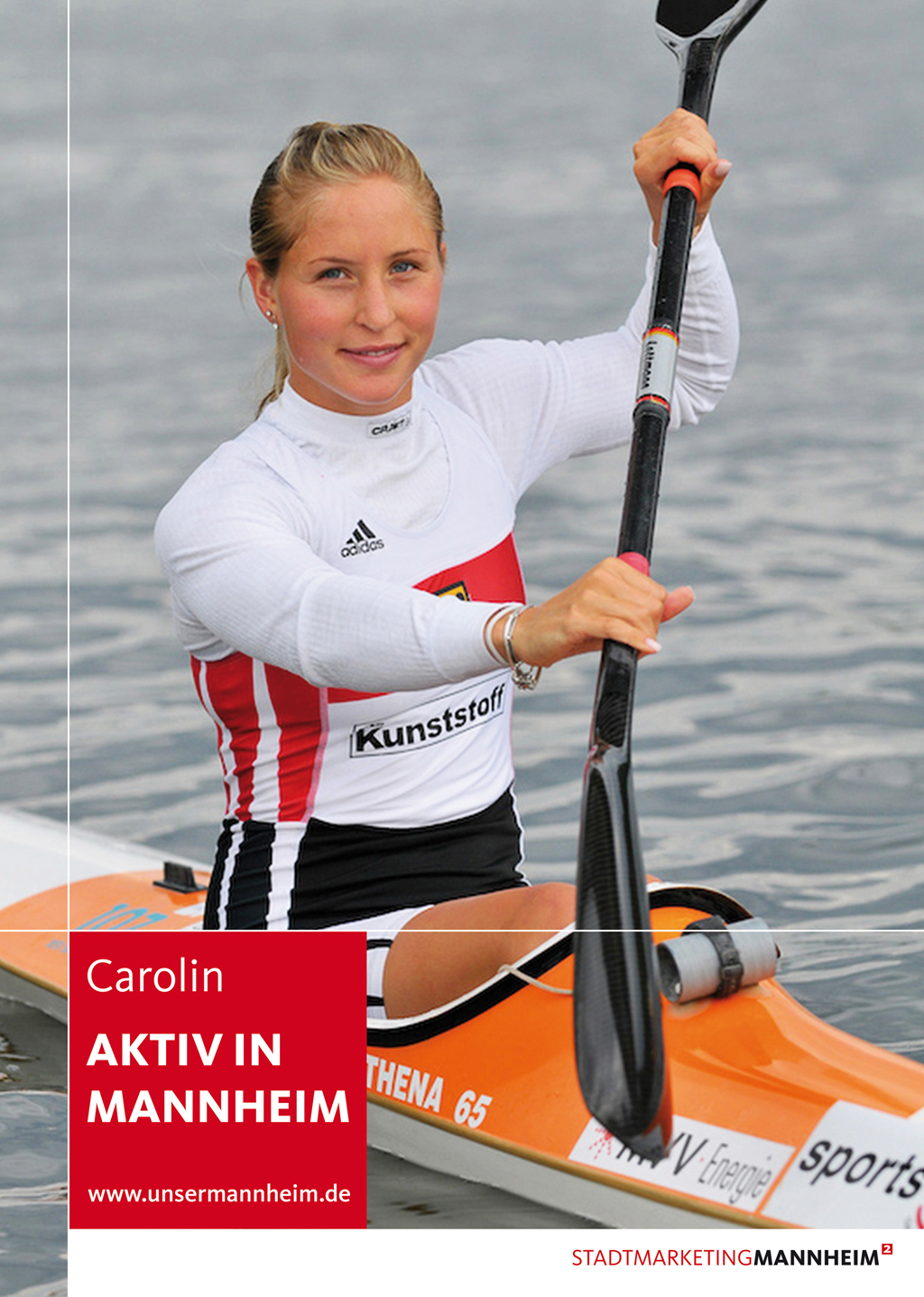
Леонхардт в 2011 году

На чемпионате мира 2009 года в канадском Дартмуте Леонхардт трижды поднималась на пьедестал почёта: выиграла серебряные медали в двойках на километре и в четвёрках на полукилометровой дистанции, тогда как в четвёрках на двухстах метрах была лучшей. В следующем сезоне на мировом первенстве в Познани добыла серебро в километровой гонке двухместных экипажей, ещё через год на аналогичных соревнованиях в Сегеде завоевала серебряную медаль в четвёрках на пятистах метрах и золотую в эстафете 4 × 200 м, став таким образом шестикратной чемпионкой мира. Позже отправилась представлять страну на Олимпийских играх 2012 года в Лондоне — совместно с партнёршами по команде Катрин Вагнер-Аугустин, Франциской Вебер и Тиной Дитце удостоилась серебряной награды, проиграв в решающем заезде только экипажу из Венгрии.
После лондонской Олимпиады Каролин Леонхардт осталась в основном составе немецкой национальной сборной и продолжила принимать участие в крупнейших международных регатах. Так, в 2013 году она выиграла серебряные медали на чемпионате Европы в португальском городе Монтемор-у-Велью и на чемпионате мира в Дуйсбурге — обе в зачёте двухместных экипажей на километровой дистанции.
Помимо занятий спортом служит в полиции. Находится в близких отношениях с известным немецким толкателем ядра Давидом Шторлем.